# Anairetes fernandezianus
A Fernandez-cinegetirannusz a madarak (Aves) osztályának verébalakúak (Passeriformes) rendjébe és a királygébicsfélék (Tyrannidae) családjába tartozó faj.

## Rendszerezése
A fajt Rodolfo Amando Philippi német ornitológus írta le 1857-ben, a Culicivora nembe Culicivora fernandeziana néven.

## Előfordulása
Csendes-óceán déli részén, a Chiléhez tartozó Juan Fernández-szigetekhez tartozó Robinson Crusoe-sziget területén honos. Természetes élőhelyei a szubtrópusi és trópusi száraz erdők és cserjések, valamint vidéki kertek. Állandó, nem vonuló faj.

## Megjelenése
Testhossza 12 centiméter.

## Természetvédelmi helyzete
Az elterjedési területe nagyon kicsi, egyedszáma viszont stabil. A Természetvédelmi Világszövetség Vörös listáján mérsékelten fenyegetett fajként szerepel.